# بیلینا
بیلینا (به انگلیسی: Bylin)) یک شرکت هواپیمایی است که در تاریخ ۲۰۰۳ میلادی تأسیس شده است. دفتر مرکزی بیلینا در فرودگاه بیکوف، روسیه واقع شده‌است و به ۸ مقصد، پرواز انجام می‌دهد.

## مقصدهای پروازی
روسیه
- آناپا - فرودگاه آناپا
- چلیابینسک - فرودگاه چلیابینسک
- گلن دژیک - فرودگاه گلن دژیک
- ایوانوفو - فرودگاه ایوانوف یوژنی
- کراسنودار - فرودگاه پاشکوفسکی
- پرم - فرودگاه بولشویه ساوینو
- سیمفروپول - فرودگاه بین‌المللی سیمفروپول
- اولیانوفسک - فرودگاه اولیانووسک باراتایوکا[۱]